# Liste der Monuments historiques in Sainte-Savine
Die Liste der Monuments historiques in Sainte-Savine führt die Monuments historiques in der französischen Gemeinde Sainte-Savine auf.

## Liste der Immobilien
| Bezeichnung       | Beschreibung                                      | Standort                              | Kennzeichnung | Schutzstatus | Datum | Bild           |
| ----------------- | ------------------------------------------------- | ------------------------------------- | ------------- | ------------ | ----- | -------------- |
| Grabhügel         | vorgeschichtlich; mit dem Croix La Beigne         | 208, avenue du Général Leclerc (Lage) | PA00078233    | Classé       | 1965  | weitere Bilder |
| Hôtel de Ville    | ehemaliges Rathaus; zwischen 1932 und 1935 erbaut | 70, avenue du Général Gallieni (Lage) | PA10000024    | Inscrit      | 2007  | weitere Bilder |
| Kirche Ste-Savine | aus dem 16. Jahrhundert                           | Avenue du Général Gallieni (Lage)     | PA00078232    | Classé       | 1921  | weitere Bilder |

## Liste der Objekte
| Bezeichnung                                                             | Beschreibung                                                                                                | Standort                              | Kennzeichnung | Schutzstatus | Datum | Bild |
| ----------------------------------------------------------------------- | --- | ------------------------------------- | ------------- | ------------ | ----- | ---- |
| Gemälde Ordination des heiligen Dionysius                               | Ölfarbe auf Leinwand, 19. Jahrhundert; Kpoie nach Jacques de Létin                                          | in der Kirche Ste-Savine (Lage)       | PM10003497    | Inscrit      | 1978  |      |
| Kreuzigungsretabel                                                      | Ölfarbe auf Holz, bezeichnet 1547                                                                           | in der Kirche Ste-Savine (Lage)       | PM10002112    | Classé       | 1894  |      |
| Skulptur Heiliger Benedikt                                              | Kalkstein, farbig gefasst und vergoldet, 16. Jahrhundert                                                    | in der Kirche Ste-Savine (Lage)       | PM10003275    | Classé       | 1908  |      |
| Schlussstein Heilige Sabina und heilige Maximiniole                     | Kalkstein, 16. Jahrhundert                                                                                  | in der Kirche Ste-Savine (Lage)       | PM10002119    | Classé       | 1921  |      |
| Skulptur Paulus (1)                                                     | Eichenholz, farbig gefasst und vergoldet, 16. Jahrhundert                                                   | in der Kirche Ste-Savine (Lage)       | PM10002147    | Classé       | 1978  |      |
| Skulptur Heilige Margareta                                              | Kalkstein, farbig gefasst und vergoldet, 16. Jahrhundert                                                    | in der Kirche Ste-Savine (Lage)       | PM10003278    | Classé       | 1957  |      |
| Skulptur Erzengel Michael                                               | Kalkstein, 16. Jahrhundert                                                                                  | in der Kirche Ste-Savine (Lage)       | PM10002128    | Classé       | 1957  |      |
| Skulptur Heiliger Fiacrius                                              | Kalkstein, farbig gefasst, 1625 von Augustin Paupelier                                                      | in der Kirche Ste-Savine (Lage)       | PM10002150    | Classé       | 1978  |      |
| Orgelempore                                                             | Eichenholz, um 1618                                                                                         | in der Kirche Ste-Savine (Lage)       | PM10002156    | Classé       | 1980  |      |
| Skulptur Madonna mit Kind (1)                                           | Kalkstein, 14. Jahrhundert                                                                                  | in der Kirche Ste-Savine (Lage)       | PM10002123    | Classé       | 1908  |      |
| Schlussstein mit Monogramm                                              | Kalkstein, farbig gefasst, 16. Jahrhundert                                                                  | in der Kirche Ste-Savine (Lage)       | PM10002134    | Classé       | 1921  |      |
| Relief Johannes der Täufer in der Wüste                                 | Kalkstein, farbig gefasst, 16. Jahrhundert                                                                  | in der Kirche Ste-Savine (Lage)       | PM10002135    | Classé       | 1978  |      |
| Skulptur Christus in der Rast (1)                                       | mit Sockel; Kalkstein, farbig gefasst, 16. Jahrhundert                                                      | in der Kirche Ste-Savine (Lage)       | PM10002143    | Classé       | 1978  |      |
| Prozessionsstab Heiliger Fiacrius                                       | Holz, farbig gefasst, 18. Jahrhundert; Verbleib unbekannt                                                   | in der Kirche Ste-Savine (Lage)       | PM10003479    | Inscrit      | 1978  |      |
| Skulptur Heiliger Robert                                                | Kalkstein, farbig gefasst und vergoldet, 16. Jahrhundert                                                    | in der Kirche Ste-Savine (Lage)       | PM10002126    | Classé       | 1908  |      |
| Gemälde Martyrium des heiligen Sebastian                                | Ölfarbe auf Holz, 16. Jahrhundert                                                                           | in der Kirche Ste-Savine (Lage)       | PM10002115    | Classé       | 1894  |      |
| Pietà (1)                                                               | Kalkstein, farbig gefasst und vergoldet, 15. oder 16. Jahrhundert                                           | in der Kirche Ste-Savine (Lage)       | PM10002144    | Classé       | 1978  |      |
| Skulptur Heiliger Ivo                                                   | Kalkstein, farbig gefasst und vergoldet, 16. Jahrhundert                                                    | in der Kirche Ste-Savine (Lage)       | PM10002151    | Classé       | 1978  |      |
| Skulptur Heiliger Rochus                                                | Kalkstein, farbig gefasst und vergoldet, 16. Jahrhundert                                                    | in der Kirche Ste-Savine (Lage)       | PM10002152    | Classé       | 1978  |      |
| Skulptur Heiliger Nikolaus                                              | Kalkstein, farbig gefasst, 16. Jahrhundert                                                                  | in der Kirche Ste-Savine (Lage)       | PM10002149    | Classé       | 1978  |      |
| Skulptur Heilige Katharina                                              | Kalkstein, farbig gefasst und vergoldet, 16. Jahrhundert                                                    | in der Kirche Ste-Savine (Lage)       | PM10003277    | Classé       | 1957  |      |
| Skulptur Heilige Avia                                                   | Kalkstein, farbig gefasst und vergoldet, 16. Jahrhundert                                                    | in der Kirche Ste-Savine (Lage)       | PM10002129    | Classé       | 1957  |      |
| Pietà (2)                                                               | Kalkstein, 1641                                                                                             | in der Kirche Ste-Savine (Lage)       | PM10002140    | Classé       | 1978  |      |
| Gemälde Der heilige Ludwig wäscht die Füße eines Armen                  | Ölfarbe auf Leinwand, 17. Jahrhundert                                                                       | in der Kirche Ste-Savine (Lage)       | PM10002157    | Classé       | 1980  |      |
| Skulptur Petrus                                                         | Eichenholz, farbig gefasst, 16. Jahrhundert                                                                 | in der Kirche Ste-Savine (Lage)       | PM10002120    | Classé       | 1908  |      |
| Gemälde Jesus am Ölberg                                                 | Ölfarbe auf Holz, 16. Jahrhundert                                                                           | in der Kirche Ste-Savine (Lage)       | PM10003480    | Inscrit      | 1980  |      |
| Skulptur Heiliger Savanicole                                            | Holz, farbig gefasst, 1625 von Augustin Paupelier                                                           | in der Kirche Ste-Savine (Lage)       | PM10003485    | Inscrit      | 1980  |      |
| Reliquienbüste einer Heiligen                                           | Eichenholz, 16. Jahrhundert                                                                                 | in der Kirche Ste-Savine (Lage)       | PM10003488    | Inscrit      | 1978  |      |
| Reliquienbüste eines heiligen Bischofs                                  | Eichenholz, farbig gefasst, 16. Jahrhundert                                                                 | in der Kirche Ste-Savine (Lage)       | PM10003502    | Inscrit      | 1978  |      |
| Schlussstein Madonna mit Kind                                           | Kalkstein, 16. Jahrhundert                                                                                  | in der Kirche Ste-Savine (Lage)       | PM10003274    | Classé       | 1921  |      |
| Skulptur Madonna mit Kind (2)                                           | Kalkstein, farbig gefasst und vergoldet, 14. Jahrhundert                                                    | in der Kirche Ste-Savine (Lage)       | PM10002111    | Classé       | 1894  |      |
| Gemälde Rettung des Moses im Weidenkörbchen                             | Ölfarbe auf Holz, 1571 von Pierre Lisart                                                                    | in der Kirche Ste-Savine (Lage)       | PM10002116    | Classé       | 1894  |      |
| Skulptur Paulus als Patron der Winzer                                   | Kalkstein, farbig gefasst und vergoldet, 16. Jahrhundert                                                    | in der Kirche Ste-Savine (Lage)       | PM10002146    | Classé       | 1978  |      |
| Marienleben-Triptychon (1)                                              | Ölfarbe auf Holz, 16. Jahrhundert                                                                           | in der Kirche Ste-Savine (Lage)       | PM10002141    | Classé       | 1978  |      |
| Skulptur Christus in der Rast (2)                                       | Kalkstein, 16. Jahrhundert                                                                                  | in der Kirche Ste-Savine (Lage)       | PM10002145    | Classé       | 1978  |      |
| Kanzel                                                                  | Eichenholz, 1626                                                                                            | in der Kirche Ste-Savine (Lage)       | PM10002132    | Classé       | 1978  |      |
| Skulptur Paulus (2)                                                     | Kalkstein, farbig gefasst und vergoldet, 17. Jahrhundert                                                    | in der Kirche Ste-Savine (Lage)       | PM10002153    | Classé       | 1979  |      |
| Skulptur einer Heiligen                                                 | Kalkstein, farbig gefasst, Mitte des 16. Jahrhunderts                                                       | in der Kirche Ste-Savine (Lage)       | PM10002122    | Classé       | 1908  |      |
| Pietà (3)                                                               | mit Sockel; Kalkstein, 16. Jahrhundert                                                                      | in der Kirche Ste-Savine (Lage)       | PM10002142    | Classé       | 1978  |      |
| Hauptaltar                                                              | Altartisch und Retabel; Eichenholz, farbig gefasst und vergoldet, 1657; zugehörig PM10003279 bis PM10003281 | in der Kirche Ste-Savine (Lage)       | PM10002155    | Classé       | 1980  |      |
| Tabernakel                                                              | Eichenholz, farbig gefasst und vergoldet, 17. Jahrhundert                                                   | in der Kirche Ste-Savine (Lage)       | PM10003279    | Classé       | 1980  |      |
| Gemälde Die heilige Sabina hilft den Armen                              | Ölfarbe auf Leinwand, 1657                                                                                  | in der Kirche Ste-Savine (Lage)       | PM10003280    | Classé       | 1980  |      |
| Wandvertäfelung des Chorraums                                           | Holz, farbig gefasst und vergoldet, sowie Ölfarbe auf Holz, 17. Jahrhundert                                 | in der Kirche Ste-Savine (Lage)       | PM10003281    | Classé       | 1980  |      |
| Abschrankung einer Kapelle                                              | Eichenholz, 1515                                                                                            | in der Kirche Ste-Savine (Lage)       | PM10002133    | Classé       | 1978  |      |
| Skulptur Heilige Sabina                                                 | Kalkstein, übertüncht, 16. Jahrhundert                                                                      | in der Kirche Ste-Savine (Lage)       | PM10002136    | Classé       | 1978  |      |
| Kirchenfenster                                                          | aus dem 16. Jahrhundert                                                                                     | in der Kirche Ste-Savine (Lage)       | PM10002127    | Classé       | 1921  |      |
| Skulptur Unsre Liebe Frau von Loreto                                    | Kalkstein, farbig gefasst und vergoldet, zweite Hälfte des 16. Jahrhunderts                                 | in der Kirche Ste-Savine (Lage)       | PM10003477    | Inscrit      | 1978  |      |
| Skulptur Heiliger Maurus                                                | mit Stifterfigur; Eichenholz, übertüncht, 16. Jahrhundert                                                   | in der Kirche Ste-Savine (Lage)       | PM10003490    | Inscrit      | 1978  |      |
| Skulptur Heiliger Frodobert                                             | Kalkstein, farbig gefasst und vergoldet, 16. Jahrhundert                                                    | in der Kirche Ste-Savine (Lage)       | PM10003276    | Classé       | 1908  |      |
| Marienleben-Triptychon (2)                                              | Ölfarbe auf Holz, 1533                                                                                      | in der Kirche Ste-Savine (Lage)       | PM10002114    | Classé       | 1894  |      |
| Reiterskulptur Heiliger Georg                                           | Kalkstein, 16. Jahrhundert                                                                                  | in der Kirche Ste-Savine (Lage)       | PM10002121    | Classé       | 1908  |      |
| Skulptur Heiliger Lupus                                                 | Kalkstein, übertüncht, 16. Jahrhundert                                                                      | in der Kirche Ste-Savine (Lage)       | PM10003486    | Inscrit      | 1978  |      |
| Skulptur Heiliger Maximiniole                                           | Kalkstein, 16. Jahrhundert                                                                                  | außen an der Kirche Ste-Savine (Lage) | PM10002137    | Classé       | 1921  |      |
| Gemälde Brotvermehrung                                                  | Ölfarbe auf Holz, 17. Jahrhundert; Kopie nach Jan van der Elburcht                                          | in der Kirche Ste-Savine (Lage)       | PM10002131    | Classé       | 1960  |      |
| Skulpturengruppe Unterweisung Mariens                                   | Kalkstein, farbig gefasst und vergoldet, 16. Jahrhundert                                                    | in der Kirche Ste-Savine (Lage)       | PM10002139    | Classé       | 1978  |      |
| Skulptur Heilige Sabina                                                 | Holz, farbig gefasst und vergoldet, 1625 von Augustin Paupelier                                             | in der Kirche Ste-Savine (Lage)       | PM10003481    | Inscrit      | 1980  |      |
| Gemälde Taufe Christi                                                   | Ölfarbe auf Leinwand, 17. Jahrhundert; nach Pierre Mignard                                                  | in der Kirche Ste-Savine (Lage)       | PM10003482    | Inscrit      | 1978  |      |
| Gemälde Christus am Kreuz                                               | Ölfarbe auf Leinwand, 1859 von Louis Huguot; nach Eustache Le Sueur                                         | in der Kirche Ste-Savine (Lage)       | PM10003483    | Inscrit      | 1978  |      |
| Altarflügel                                                             | Ölfarbe auf Holz, 16. Jahrhundert                                                                           | in der Kirche Ste-Savine (Lage)       | PM10002113    | Classé       | 1894  |      |
| Zwei Altarflügel (1)                                                    | Ölfarbe auf Holz, 16. Jahrhundert                                                                           | in der Kirche Ste-Savine (Lage)       | PM10002117    | Classé       | 1894  |      |
| Zwei Altarflügel (2)                                                    | Ölfarbe auf Holz, 16. Jahrhundert                                                                           | in der Kirche Ste-Savine (Lage)       | PM10002118    | Classé       | 1894  |      |
| Skulptur Heiliger Laurentius                                            | Kalkstein, farbig gefasst, 16. Jahrhundert                                                                  | in der Kirche Ste-Savine (Lage)       | PM10002148    | Classé       | 1978  |      |
| Skulptur Madonna mit Kind (3)                                           | Eichenholz, farbig gefasst, 17. Jahrhundert                                                                 | in der Kirche Ste-Savine (Lage)       | PM10002138    | Classé       | 1978  |      |
| Skulptur Heiliger Sebastian                                             | Kalkstein, farbig gefasst, 16. Jahrhundert                                                                  | in der Kirche Ste-Savine (Lage)       | PM10003476    | Inscrit      | 1978  |      |
| Drei Reliquienschreine                                                  | Eichenholz, farbig gefasst und vergoldet, ein Schrein bezeichnet 1700                                       | in der Kirche Ste-Savine (Lage)       | PM10003478    | Inscrit      | 1978  |      |
| Sarkophag des Ragnegesilus                                              | Kalkstein, hochmittelalterlich (vor 982)                                                                    | in der Kirche Ste-Savine (Lage)       | PM10002124    | Classé       | 1908  |      |
| Grabschrein des Ragnegesilus                                            | Eichenholz, 16. Jahrhundert                                                                                 | in der Kirche Ste-Savine (Lage)       | PM10002125    | Classé       | 1908  |      |
| Relief Profil einer Frau                                                | Marmor, um 1900 von Alfred Boucher                                                                          | in der Mairie (Lage)                  | PM10001022    | Classé       | 2006  |      |
| Gemälde Hochzeit von Maria von Burgund und Maximilian I. von Österreich | Ölfarbe auf Leinwand, erste Hälfte des 17. Jahrhunderts, von Jacob Jordaens                                 | in der Mairie (Lage)                  | PM10002154    | Classé       | 1970  |      |
| Skulptur Die Studie                                                     | Marmor, um 1900 von Alfred Boucher                                                                          | in der Mairie (Lage)                  | PM10000765    | Classé       | 2006  |      |